# Anteos
Az Anteos  a rovarok (Insecta) osztályának a lepkék (Lepidoptera) rendjébe, ezen belül a fehérlepkék (Pieridae) családjába tartozó nem.

## Rendszerezés
A nembe az alábbi fajok tartoznak:
- Anteos clorinde
- Anteos maerula
- Anteos menippe